# Fernando Picun
Fernando Picun, urugvajski nogometaš, * 14. februar 1972, Montevideo, Urugvaj.
Za urugvajsko reprezentanco je odigral 9 uradnih tekem.